# Шадура
Шадура (укр. Шадура) — село на Украине, находится в Хорошевском районе Житомирской области.
Население по переписи 2001 года составляет 69 человек. Почтовый индекс — 12120. Телефонный код — 4145. Занимает площадь 4,77 км².

## Адрес местного совета
12120, Житомирская область, Хорошевский р-н, с.Краевщина